# Aksay

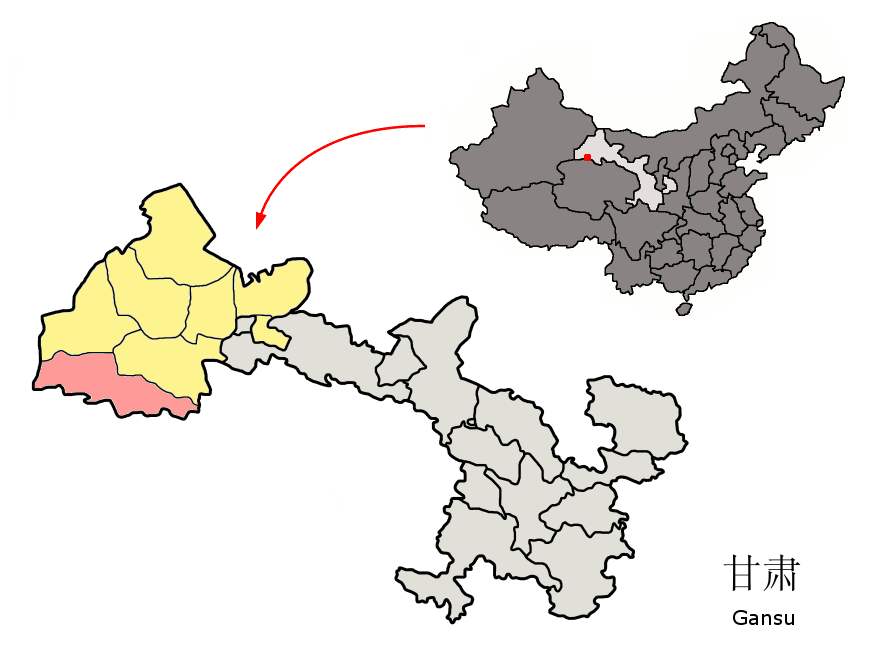
Lage des Kreises Aksay (rosa) auf dem Gebiet der bezirksfreien Stadt Jiuquan (gelb)

Der Autonome Kreis Aksay der Kasachen (chinesisch 阿克塞哈萨克族自治县, Pinyin Ākèsài Hāsàkèzú Zìzhìxiàn; kasachisch Ақсай Қазақ автономиялық ауданы, arabisch اقساي قازاق اۋتونومىييالىق اۋدانى) gehört zum Verwaltungsgebiet der bezirksfreien Stadt Jiuquan in der nordwestchinesischen Provinz Gansu. Er nimmt den ganzen Süden des Nordwestzipfels der Provinz ein und hat eine Fläche von 34.103 km². Im Norden grenzt er an die kreisfreie Stadt Dunhuang und an den Autonomen Kreis Subei der Mongolen, im Süden an die Provinz Qinghai und im Westen an den Regierungsbezirk Kumul des Uigurischen Autonomen Gebiets Xinjiang. Das politische, ökonomische und kulturelle Zentrum Aksays ist die Großgemeinde Hongliuwan; sie liegt im mittleren Norden des Autonomen Kreises. Mit seinen 10.700 Einwohnern (Stand: Ende 2018) gehört Aksay zu den bevölkerungsärmsten Kreisen Chinas.
In der Provinz Gansu ist Aksay als „Kreis der Heimkehrer“ bekannt. Insgesamt leben hier 348 Haushalte (ca. 2.200 Menschen), die aus dem Ausland nach China zurückgekehrt sind. Davon haben noch bestehende verwandtschaftliche Beziehungen nach Kasachstan 213 Haushalte (1.179 Menschen), in die Türkei 134 Haushalte (882 Menschen), in den Staat Mongolei 25 Haushalte (131 Menschen) und nach Saudi-Arabien ein Haushalt (acht Menschen). Langfristig im Ausland leben 261 Haushalte (1.230 Menschen) aus Aksay, davon 153 Haushalte (494 Menschen) in der Türkei, 63 Haushalte (337 Menschen) in Kasachstan und ein Haushalt (sechs Menschen) im Staat Mongolei.

## Administrative Gliederung
Seit der Verwaltungsreform im Dezember 2006 besteht der Autonome Kreis Aksay der Kasachen nur noch aus einer Großgemeinde und zwei Gemeinden:
- Großgemeinde Hongliuwan (红柳湾镇), Zentrum, Sitz der Kreisregierung;
- Gemeinde Akqi (阿克旗乡);
- Gemeinde Alteng (阿勒腾乡).

Die bis dahin existierenden Gemeinden Heping 和平乡, Minzhu 民主乡, Tuanjie 团结乡, Jianshe 建设乡 und Duobagou 多坝沟乡 wurden aufgelöst.

## Ethnische Gliederung der Bevölkerung Aksays (2000)
Beim Zensus im Jahr 2000 wurden in Aksay 8.891 Einwohner gezählt (Bevölkerungsdichte 0,28 Einwohner/km²).
| Name des Volkes | Einwohner | Anteil  |
| --------------- | --------- | ------- |
| Han             | 5.947     | 66,89 % |
| Kasachen        | 2.712     | 30,5 %  |
| Hui             | 113       | 1,27 %  |
| Uiguren         | 27        | 0,3 %   |
| Mongolen        | 23        | 0,26 %  |
| Tu              | 20        | 0,23 %  |
| Dongxiang       | 18        | 0,2 %   |
| Tibeter         | 13        | 0,15 %  |
| Salar           | 11        | 0,12 %  |
| Sonstige        | 7         | 0,08 %  |